# Crab Beach
Der Crab Beach (englisch für Krabbenstrand) ist ein Strand im Südosten von Elephant Island im Archipel der Südlichen Shetlandinseln. Er liegt südöstlich des Mount Elder und nordöstlich des Mount Pendragon.
Wissenschaftler der britischen Joint Services Expedition to the Elephant Island Group (JSEEIG, 1976–1977) benannten ihn.